# Provost 52, Alberta
Provost 52, din provincia Alberta, Canada  este un district municipal situat estic central în Alberta. Districtul se află în Diviziunea de recensământ 7. El se întinde pe suprafața de 3,625.20 km2  și avea în anul 2011 o populație de 2,288 locuitori.
Cities Orașe
--
Towns Localități urbane
- Provost

Villages Sate
- Amisk
- Czar
- Hughenden

Summer villages Sate de vacanță
--
Hamlets, cătune
- Bodo
- Cadogan
- Hayter
- Metiskow

Așezări
- Airways
- Battle Ridge
- Buffalo View
- Cairns
- Cousins
- Craigmillar
- Green Glade
- Kessler
- Lakesend
- Neutral Hills
- Nilrem
- Rosenheim
- Rosyth

1. 1 2  Population and dwelling counts, for Canada, provinces and territories, and census subdivisions (municipalities), 2016 and 2011 censuses – 100% data (în engleză), 20 februarie 2019